# GNU Mach
GNU Mach és el micronucli oficial del Projecte GNU. Com qualsevol altre micronucli, la seva funció principal és fer tasques mínimes d'administració sobre el maquinari perquè el gruix del sistema operatiu operi des de l'espai de l'usuari.
En l'actualitat el GNU Mach només funciona en màquines d'arquitectura intel de 32 bits (IA32) i el seu ús més popular és servir de suport a GNU Hurd, el projecte que pretén reemplaçar als  nuclis tipus Unix en el sistema operatiu lliure GNU. No obstant això, des de l'any 2002 els esforços de la Fundació del Programari Lliure es van encaminar cap a l'adopció del OSKit Mach com micronucli oficial. Actualment es denomina GNU Mach 1.x l'antic GNU Mach i GNU Mach 2.x a OSKit Mach.